# Citační index
Citační index (nebo také citační ohlas či citační rejstřík) určitého odborného článku je dán počtem prací v odborných vědeckých časopisech, které na daný článek odkazují. V širším významu slova označuje pojem citační index samotnou databázi publikací a citací. Citační index také slouží ke stanovení impakt faktoru vědeckých časopisů, který udává průměrný počet citací průměrného článku v daném médiu.

## Využití a význam
Pravděpodobně nejkomplexnější databázi pro stanovení citačních indexů spravuje americký Institut pro vědecké informace (ISI) ve své databázi Web of Science (jde o placenou službu, která je ale běžně přístupná řadě českých odborných pracovišť, například z domény UK či MU). Existuje také řada dílčích databází, například citační databáze NASA ADS (pro obory astronomie, astrofyzika, fyzika a geofyzika), které bývají volně přístupné – za zmínku stojí také projekt Google Scholar, který je určitou volně dostupnou alternativou Web of Science.
Protože každý článek tvoří v takovéto databázi samostatnou položku, jsou o něm většinou dostupná všechna zásadní data, především abstrakt, ale také autoři a zařazení ve vědeckém časopisu, což je nezbytné pro správné citování. Práce s citačními databázemi tedy patří k nezbytným součástem vědecké práce, zejména pak publikování výsledků výzkumu.
Ukazuje se, že články, jejichž závěry nelze zopakovat, a tak jsou pravděpodobně mylné, jsou citované více patrně z důvodu zajímavosti. Mezi citacemi jsou zahrnuty ale i reakce kritické (negativní). Ty ale nepocházejí od geograficky blízkých kolegů.
Citační index může být při splnění jistých podmínek využit jako jedno z pomocných kritérií hodnocení vědecké práce jednotlivce či institucí. Často platí, že proslulí a významní vědci mají články s vyššími citačními indexy. Mechanické porovnávání absolutního počtu citací ovšem může být velmi zavádějící a nelze je ani zdaleka klást jako míru vědecké úrovně, kvality nebo vědeckého významu dané osoby. Průměrná citační frekvence a citační zvyklosti i tzv. citační poločas se v různých vědních oborech diametrálně liší a je prakticky nemožné je smysluplně porovnávat. Například, práce v některých oblastech matematiky, teoretické informatiky nebo teoretické fyziky, která získá 30 citací během 50 let a je stále citovaná, může být významem a vědeckým dopadem zcela srovnatelná s prací v molekulární biologii nebo experimentální medicíně, která během 5 let získá 600 citací. Citační výkonnost lze navíc snadno ovlivnit způsoby (mnoho spoluautorů, evidentní chyby, bulvární charakter, atp.), které nemají s vědeckou kvalitou nic společného. Historie vědy ukazuje příklady mnoha významných badatelů a vědeckých objevů, které mechanickým užitím citačního indexu ani podobnými scientometrickými metodami nebylo možné tehdy ani dnes identifikovat a předpovědět. Podobná podstatná omezení platí i pro jiné scientometrické indexy, pokud jsou užívána jako pomůcka pro hodnocení práce vědců, např. Hirschův index.